# Theakston's Old Peculier Crime Novel of the Year Award
Il Theakston's Old Peculier Crime Novel of the Year Award è un riconoscimento letterario assegnato annualmente al miglior romanzo giallo.
Riservato ai romanzi in formato tascabile pubblicati l'anno precedente, è sponsorizzato e deve il suo nome dal "Theakston's Old Peculier", un birrificio nel Regno Unito.
Istituito nel 2005, è assegnato nel mese di luglio durante l'Harrogate International Festivals combinando una votazione del pubblico (che conta il 20%) e di una giuria di esperti del settore.
Riconosce al vincitore un premio di 3000 sterline oltre a una botte di birra di quercia incisa per l'occasione.

## Vincitori e candidati
| Anno | Autore                  | Titolo                                                           | Risultato | Note                 |
| ---- | ----------------------- | ---------------------------------------------------------------- | --------- | -------------------- |
| 2005 | Mark Billingham         | Maestro di morte (Lazybones)                                     | Vincitore |                      |
| 2005 | Andrew Taylor           | Il ragazzo americano (The American Boy)                          | Candidato |                      |
| 2005 | Val McDermid            | Sospetto (The Distant Echo)                                      | Candidato |                      |
| 2005 | Simon Kernick           | La carne di Londra (The Murder Exchange)                         | Candidato |                      |
| 2005 | Ian Rankin              | Una questione di sangue (A Question of Blood)                    | Candidato |                      |
| 2005 | Minette Walters         | Prove sepolte (Disordered Minds)                                 | Candidato |                      |
| 2006 | Val McDermid            | Il tormento degli altri (The Torment of Others)                  | Vincitore |                      |
| 2006 | Martin Edwards          | Il sentiero delle tombe (The Coffin Trail)                       | Candidato |                      |
| 2006 | Susan Hill              | The Various Haunts of Men                                        | Candidato |                      |
| 2006 | Ian Rankin              | Indagini incrociate (Fleshmarket Close)                          | Candidato |                      |
| 2006 | Stephen Booth           | One Last Breath                                                  | Candidato |                      |
| 2006 | Lindsay Ashford         | Strange Blood                                                    | Candidato |                      |
| 2007 | Allan Guthrie           | La spaccatura (Two-Way Split)                                    | Vincitore |                      |
| 2007 | Stephen Booth           | The Dead Place                                                   | Candidato |                      |
| 2007 | Michael Jecks           | The Death Ship of Dartmouth                                      | Candidato |                      |
| 2007 | Christopher Brookmyre   | All Fun and Games until Somebody Loses an Eye                    | Candidato |                      |
| 2007 | Graham Hurley           | Blood and Honey                                                  | Candidato |                      |
| 2007 | Stuart MacBride         | Il collezionista di bambini (Cold Granite)                       | Candidato |                      |
| 2008 | Stef Penney             | La tenerezza dei lupi (The Tenderness of Wolves)                 | Vincitore | [ 5 ] [ 6 ]          |
| 2008 | Alexander McCall Smith  | Scarpe azzurre e felicità (Blue Shoes and Happiness)             | Candidato |                      |
| 2008 | Mark Billingham         | La regola del sospetto (Buried)                                  | Candidato |                      |
| 2008 | Stuart MacBride         | Il cacciatore di ossa (Dying Light)                              | Candidato |                      |
| 2008 | Peter James             | Aler ego (Not Dead Enough)                                       | Candidato |                      |
| 2008 | Graham Hurley           | One Under                                                        | Candidato |                      |
| 2008 | Peter Robinson          | Piece of My Heart                                                | Candidato |                      |
| 2008 | Simon Kernick           | Relentless                                                       | Candidato |                      |
| 2008 | C.J. Sansom             | Il segreto della Torre di Londra (Sovereign)                     | Candidato |                      |
| 2008 | Simon Beckett           | La chimica della morte (The Chemistry of Death)                  | Candidato |                      |
| 2008 | Reginald Hill           | The Death of Dalzeil                                             | Candidato |                      |
| 2008 | Christopher Brookmyre   | A Tale Etched in Blood and Hard Black Pencil                     | Candidato |                      |
| 2009 | Mark Billingham         | Death Message                                                    | Vincitore | [ 7 ]                |
| 2009 | Tom Cain                | Il giorno dell'incidente (The Accident Man)                      | Candidato |                      |
| 2009 | Declan Hughes           | The Colour of Blood                                              | Candidato |                      |
| 2009 | Reginald Hill           | A Cure for All Diseases                                          | Candidato |                      |
| 2009 | Lee Child               | Vendetta a freddo (Bad Luck and Trouble)                         | Candidato |                      |
| 2009 | Val McDermid            | Beneath the Bleeding                                             | Candidato |                      |
| 2009 | Stuart MacBride         | La porta dell'inferno (Broken Skin)                              | Candidato |                      |
| 2009 | Peter James             | Doppia identità (Dead Man's Footsteps)                           | Candidato |                      |
| 2009 | Ian Rankin              | Partitura finale (Exit Music)                                    | Candidato |                      |
| 2009 | Peter Robinson          | Friend of the Devil                                              | Candidato |                      |
| 2009 | David Hewson            | Il giardino del male (The Garden of Evil)                        | Candidato |                      |
| 2009 | John Harvey             | Gone to Ground                                                   | Candidato |                      |
| 2009 | Mo Hayder               | Ritual                                                           | Candidato |                      |
| 2009 | Chris Simms             | Savage Moon                                                      | Candidato |                      |
| 2010 | R. J. Ellory            | Un semplice atto di violenza (A Simple Act of Violence)          | Vincitore | [ 8 ]                |
| 2010 | Elly Griffiths          | Il sentiero dei bambini dimenticati (The Crossing Places)        | Candidato |                      |
| 2010 | Tania Carver            | The Surrogate                                                    | Candidato |                      |
| 2010 | Tom Rob Smith           | Bambino 44 (Child 44)                                            | Candidato |                      |
| 2010 | Peter James             | Dead Tomorrow                                                    | Candidato |                      |
| 2010 | Ian Rankin              | Un colpo perfetto (Doors Open)                                   | Candidato |                      |
| 2010 | Brian McGilloway        | Gallows Lane                                                     | Candidato |                      |
| 2010 | Mark Billingham         | In The Dark                                                      | Candidato |                      |
| 2011 | Lee Child               | L'ora decisiva (61 Hours)                                        | Vincitore | [ 9 ]                |
| 2011 | Andrew Taylor           | Anatomia dei fantasmi (The Anatomy of Ghosts)                    | Candidato |                      |
| 2011 | William Ryan            | Il ladro di icone (The Holy Thief)                               | Candidato |                      |
| 2011 | S. J. Bolton            | Raccolto di sangue (Blood Harvest)                               | Candidato |                      |
| 2011 | Stuart MacBride         | Dark Blood                                                       | Candidato |                      |
| 2011 | Mark Billingham         | From the Dead                                                    | Candidato |                      |
| 2012 | Denise Mina             | The End of the Wasp Season                                       | Vincitore | [ 10 ] [ 11 ]        |
| 2012 | John Connolly           | Un'anima che brucia (The Burning Soul)                           | Candidato | [ 12 ]               |
| 2012 | S. J. Watson            | Non ti addormentare (Before I Go to Sleep)                       | Candidato | [ 12 ]               |
| 2012 | Steve Mosby             | Frammenti di buio (Black Flowers)                                | Candidato | [ 12 ]               |
| 2012 | S. J. Bolton            | Ora mi vedi (Now You See Me)                                     | Candidato | [ 12 ]               |
| 2012 | Christopher Brookmyre   | Dove sono sepolti i cadaveri (Where the Bodies are Buried)       | Candidato | [ 12 ]               |
| 2013 | Denise Mina             | Gods and Beasts                                                  | Vincitore | [ 13 ]               |
| 2013 | Stav Sherez             | A Dark Redemption                                                | Candidato | [ 14 ]               |
| 2013 | Peter May               | L'uomo di Lewis (The Lewis Man)                                  | Candidato | [ 14 ]               |
| 2013 | Mark Billingham         | Rush of Blood                                                    | Candidato | [ 14 ]               |
| 2013 | Chris Ewan              | Sotto protezione (Safe House)                                    | Candidato | [ 14 ]               |
| 2013 | Stuart Neville          | Stolen Souls                                                     | Candidato | [ 14 ]               |
| 2014 | Belinda Bauer           | Rubbernecker                                                     | Vincitore | [ 15 ] [ 16 ]        |
| 2014 | Peter May               | L'uomo degli scacchi (The Chess Men)                             | Candidato | [ 17 ]               |
| 2014 | Denise Mina             | The Red Road                                                     | Candidato |                      |
| 2014 | Malcolm Mackay          | La morte necessaria di Lewis Winter (Death of Lewis Winter)      | Candidato |                      |
| 2014 | Elly Griffiths          | A Dying Fall                                                     | Candidato |                      |
| 2014 | Stav Sherez             | Eleven Days                                                      | Candidato |                      |
| 2015 | Sarah Hilary            | Someone Else's Skin                                              | Vincitore | [ 18 ]               |
| 2015 | Ray Celestin            | The Axeman’s Jazz                                                | Candidato | [ 19 ]               |
| 2015 | Antonia Hodgson         | Il misterioso caso di Samuel Fleet (The Devil in the Marshalsea) | Candidato | [ 19 ]               |
| 2015 | Belinda Bauer           | The Facts of Life and Death                                      | Candidato | [ 19 ]               |
| 2015 | Elly Griffiths          | The Outcast Dead                                                 | Candidato | [ 19 ]               |
| 2015 | Peter May               | Entry Island                                                     | Candidato | [ 19 ]               |
| 2016 | Clare Mackintosh        | Scritto sulla sabbia (I Let You Go)                              | Vincitore | [ 20 ] [ 21 ]        |
| 2016 | Robert Galbraith        | La via del male Career of Evil                                   | Candidato | [ 22 ]               |
| 2016 | Renée Knight            | La vita perfetta (Disclaimer)                                    | Candidato |                      |
| 2016 | Adrian McKinty          | Rain Dogs                                                        | Candidato |                      |
| 2016 | Eva Dolan               | Tell No Tales                                                    | Candidato |                      |
| 2016 | Mark Billingham         | Time of Death                                                    | Candidato |                      |
| 2017 | Christopher Brookmyre   | Black Widow                                                      | Vincitore | [ 23 ] [ 24 ]        |
| 2017 | Eva Dolan               | After You Die                                                    | Candidato | [ 25 ]               |
| 2017 | Sabine Durrant          | Lie with Me                                                      | Candidato | [ 25 ]               |
| 2017 | Susie Steiner           | Lei è scomparsa (Missing, Presumed)                              | Candidato | [ 25 ]               |
| 2017 | Val McDermid            | Out of Bounds                                                    | Candidato | [ 25 ]               |
| 2017 | Mick Herron             | Real Tigers                                                      | Candidato | [ 25 ]               |
| 2018 | Stav Sherez             | The Intrusions                                                   | Vincitore | [ 26 ] [ 27 ]        |
| 2018 | Denise Mina             | The Long Drop                                                    | Candidato | [ 28 ]               |
| 2018 | Abir Mukherjee          | A Rising Man                                                     | Candidato | [ 28 ]               |
| 2018 | Val McDermid            | Insidious Intent                                                 | Candidato | [ 28 ]               |
| 2018 | Susie Steiner           | Persons Unknown                                                  | Candidato | [ 28 ]               |
| 2018 | Mick Herron             | Spook Street                                                     | Candidato | [ 28 ]               |
| 2019 | Steve Cavanagh          | Una vita da salvare (Thirteen)                                   | Vincitore | [ 29 ] [ 30 ]        |
| 2019 | Liam McIlvanney         | The Quaker                                                       | Candidato | [ 31 ]               |
| 2019 | Val McDermid            | Broken Ground                                                    | Candidato | [ 31 ]               |
| 2019 | Khurrum Rahman          | East of Hounslow                                                 | Candidato | [ 31 ]               |
| 2019 | Mick Herron             | London Rules                                                     | Candidato | [ 31 ]               |
| 2019 | Belinda Bauer           | Snap                                                             | Candidato | [ 31 ]               |
| 2020 | Adrian McKinty          | The Chain                                                        | Vincitore | [ 32 ] [ 33 ] [ 34 ] |
| 2020 | Jane Harper             | L'uomo perduto (The Lost Man)                                    | Candidato | [ 35 ]               |
| 2020 | Mick Herron             | Joe Country                                                      | Candidato | [ 35 ]               |
| 2020 | Oyinkan Braithwaite     | Mia sorella è una serial killer (My Sister, the Serial Killer)   | Candidato | [ 35 ]               |
| 2020 | Abir Mukherjee          | Fumo e cenere (Smoke and Ashes)                                  | Candidato | [ 35 ]               |
| 2020 | Helen Fitzgerald        | Worst Case Scenario                                              | Candidato | [ 35 ]               |
| 2021 | Chris Whitaker          | I confini del cielo (We Begin at the End)                        | Vincitore | [ 36 ] [ 37 ]        |
| 2021 | Elly Griffiths          | The Lantern Men                                                  | Candidato | [ 38 ]               |
| 2021 | Brian McGilloway        | The Last Crossing                                                | Candidato | [ 38 ]               |
| 2021 | Trevor Wood             | The Man on the Street                                            | Candidato | [ 38 ]               |
| 2021 | Rosamund Lupton         | The Three Hours                                                  | Candidato | [ 38 ]               |
| 2021 | Abir Mukherjee          | Morte a Oriente (Death in the East)                              | Candidato | [ 38 ]               |
| 2022 | Mick Herron             | Slough House                                                     | Vincitore | [ 39 ] [ 40 ]        |
| 2022 | Laura Shepherd Robinson | Daughters of Night                                               | Candidato | [ 41 ]               |
| 2022 | Vaseem Khan             | Midnight at Malabar House                                        | Candidato | [ 41 ]               |
| 2022 | Will Dean               | The Last Thing to Burn                                           | Candidato | [ 41 ]               |
| 2022 | Elly Griffiths          | The Night Hawks                                                  | Candidato | [ 41 ]               |
| 2022 | Joseph Knox             | True Crime Story                                                 | Candidato | [ 41 ]               |
| 2023 | M. W. Craven            | The Botanist                                                     | Vincitore | [ 42 ]               |
| 2023 | Fiona Cummins           | Nel buio (Into the Dark)                                         | Candidato | [ 43 ]               |
| 2023 | Elly Griffiths          | The Locked Room                                                  | Candidato | [ 43 ]               |
| 2023 | Doug Johnstone          | Black Hearts                                                     | Candidato | [ 43 ]               |
| 2023 | Gillian McAllister      | Posto sbagliato, momento sbagliato (Wrong Place Wrong Time)      | Candidato | [ 43 ]               |
| 2023 | Ruth Ware               | Una ragazza speciale (The It Girl)                               | Candidato | [ 43 ]               |
| 2024 | Jo Callaghan            | In the Blink of An Eye                                           | Vincitore | [ 44 ] [ 45 ]        |
| 2024 | Mark Billingham         | The Last Dance                                                   | Candidato | [ 46 ]               |
| 2024 | Mick Herron             | The Secret Hours                                                 | Candidato | [ 46 ]               |
| 2024 | William Hussey          | Killing Jericho                                                  | Candidato | [ 46 ]               |
| 2024 | Lisa Jewell             | None of This is True                                             | Candidato | [ 46 ]               |
| 2024 | Liz Nugent              | Strange Sally Diamond                                            | Candidato | [ 46 ]               |